# Crni rujan
Crni rujan je bio naziv palestinske terorističke skupine, koja je svoje naziv "Crni rujan" uzela iz građanskog rata u Jordanu 1970. Skupina je najviše poznata po Münchenskom masakru tijekom ljetnih Olimpijskih igara 1972. u Münchenu kada je osam članova te skupine 5. rujna uzelo za taoce jedanaest izraelskih športaša i kasnije ih sve ubila.
Prvi atentat skupina provodi već u studenom 1971. kada su četiri mladića ubila jordanskog premijera Wasfi Tala u Kairu. Kada su uhićeni od stane egipatske policije odmah priznaju da su članovi "Crnog rujna". Nedugo zatim slijede još dva atentata. U prosincu iste godine veleposlanik Jordana u Londonu u zadnji tren uspijeva izbjeći atentat. Kasnije su članovi "Crnog rujna"nagovorili dvije Engleskinje da sa sobom unesu radio aparat u   zrakoplov koji je letio na relaciji Rim i Tel Aviv. Ispostavilo se da je "radio aparat" bila bomba koja je eksplodirala kada je zrakoplov bio u zraku. Pilot je ipak uspio prizemljiti zrakoplov u zračnoj luci u Rimu.
Skupina je poslije atentata u Olimpijskom selu u Münchenu bila na udaru Mossada. Veći dio pripadnika "Crnog rujna" likvidiran je po različitim europskim gradovima. Za te likvidacije smatra se odgovornim specijalna jedinica u okviru Mossada, Cezarea.

## Vanjske poveznice
- TIME, 18. rujna 1972.; Black September's Ruthless Few  Arhivirana inačica izvorne stranice od 12. prosinca 2005. (Wayback Machine)